# Nicolas Orloff
Pour les articles homonymes, voir Orloff, Orlov et Nikolaï Orlov.
Nikolaï Alekseïevitch Orlov (russe : Николай Алексеевич Орлов), connu comme le Prince Nicolas Orloff en France, né le 27 avril 1827 (9 mai dans le calendrier grégorien) à Saint-Pétersbourg et mort le 29 mars 1885 au château de Bellefontaine à Samois-sur-Seine, est un officier supérieur, diplomate et écrivain militaire russe.
Il a été l'ambassadeur de Russie en Belgique du 3 juillet 1859 au 13 décembre 1869, ambassadeur de Russie dans l'Empire austro-hongrois du 13 décembre 1869 au 2 mai 1870, ambassadeur à Londres, puis à Paris.

## Biographie

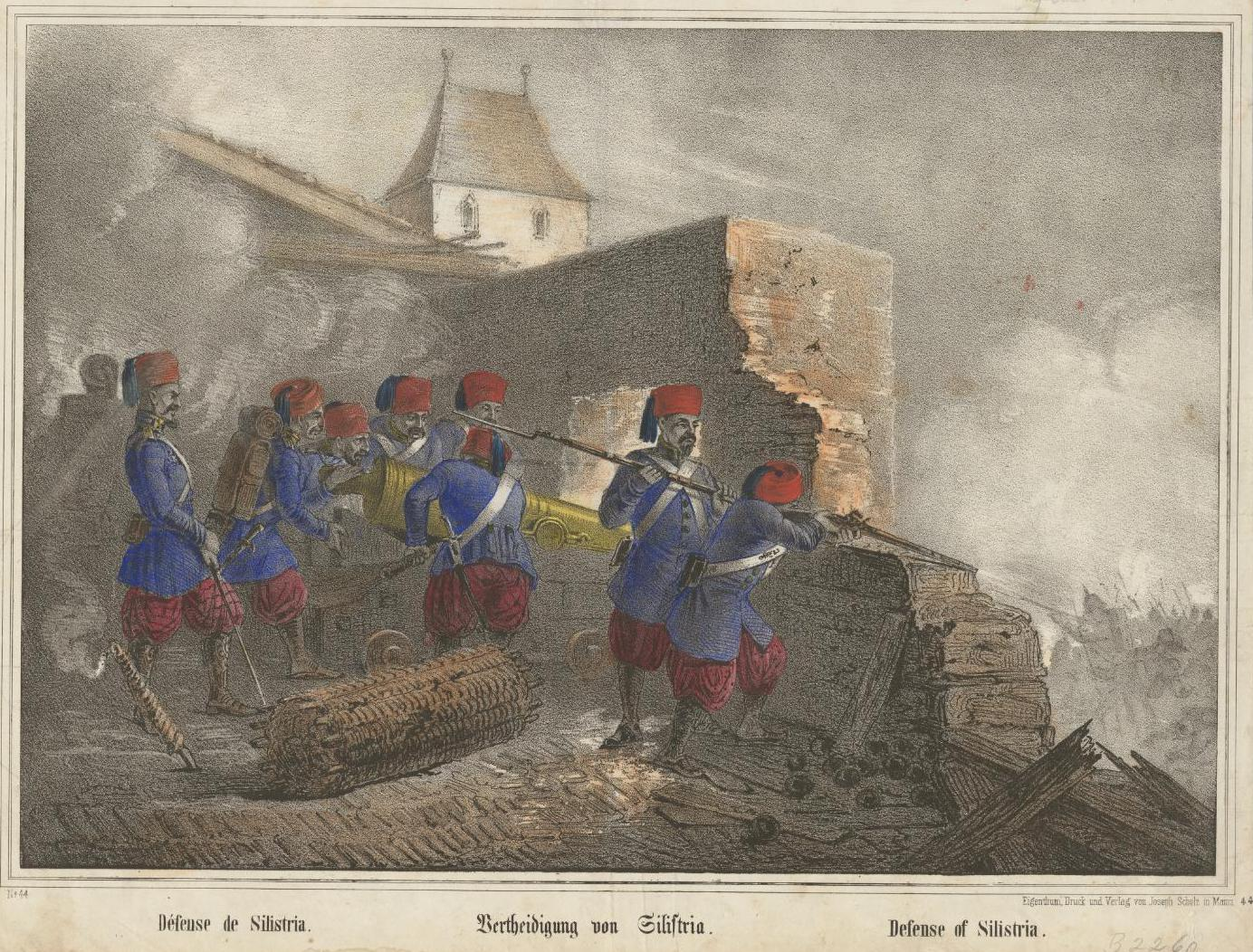
Troupes ottomanes défendant la forteresse de Silistra contre les Russes au printemps 1854.

Nicolas Orloff, fils unique de Alexeï Fiodorovitch Orlov et d'Olga Gerebzow (1807-1880), filleul de Nicolas Ier, sert comme page de l'empereur. Il  est officier dans le régiment des gardes à cheval. 
En 1849 il est envoyé avec des dépêches à Forro au siège de l'armée en Hongrie, il prend part aux opérations militaires de la campagne hongroise lors de la bataille de Debrecen, le 21 juillet 1849; aide de camp de l’empereur, attaché à l'état-major de Ivan Paskevitch, commandant en chef de l'armée du Danube en 1854. Héros de la guerre de Crimée, il s'est distingué au siège de Silistrie en 1854 ; Les Russes ne purent s'emparer de cette place. Lorsqu'on jugea la brèche praticable, le colonel Orloff s'élança à la tête de son régiment parvenu au haut du rempart, il reçut à bout portant une décharge, et tomba criblé de blessures. Transporté dans une ambulance, on crut que c'en était fait de lui. Après une longue convalescence, il échappa miraculeusement à la mort. Il a perdu un œil, et couvre sa cicatrice d'un bandeau noir. 
Il fut obligé d'abandonner la carrière militaire et d'entreprendre un long traitement qui l'amena tour à tour au cœur de France et d'Allemagne. Le prince Nicolas Orloff eut longtemps une prédilection particulière pour tout ce qui était prussien. À la suite de ses blessures, voulant mettre ses loisirs à profit, il écrivit une histoire militaire de la Campagne de Prusse et de Pologne de 1806-1807, dans laquelle, il attribue les succès de Napoléon aux fautes commises par les généraux prussiens et combien l'armée prussienne avait dégénéré depuis Frédéric III. Avant la parution du livre, Frédéric-Guillaume IV de Prusse laissa entendre à l'écrivain russe que la publication de son œuvre lui serait pénible et le prince Orloff, pour ne point chagriner l'héritier de la couronne de Prusse, renonça à cette publication.
Adjudant général de l'empereur, puis lieutenant général, en 1860, le prince Orloff, promu général, remplit les fonctions de ministre plénipotentiaire à Bruxelles 1859, ambassadeur à Vienne, à Londres 1870 et à Paris en 1872 jusqu'en 1876. Il ne peut pas, pour raisons de santé, prendre le poste à Berlin où il avait été pressenti.
En 1859, il adresse un mémoire au gouvernement russe contre les châtiments corporels. Pendant la guerre de 1870, le prince Orloff organise à ses frais une commission chargée de l'assainissement des champs de bataille,. Il participe à la constitution de l'Alliance franco-russe.

## Affaire Hartmann
Hartmann est un nihiliste russe instruit, particulièrement habile à faire sauter les chemins de fer. Soupçonné d'avoir pris part à un attentat contre la vie du tsar, le ler décembre 1879, il se réfugie à Paris. L'ambassade russe le fait rechercher, le préfet de police, Louis Andrieux, eut la maladresse de l'arrêter, et aussitôt l'ambassadeur, le prince Orloff, demande qu'il lui fut livré. Mais faut-il considérer Hartmann comme un réfugié politique, hôte respecté dans tous les pays civilisés, ou comme un criminel ordinaire susceptible d'extradition ? 
Les journaux radicaux combattirent violemment cette deuxième opinion; après de nombreux pourparlers entre Charles de Freycinet et le prince Orloff, le gouvernement français déclare que l’identité de l'accusé ne parait pas suffisamment démontrée, ainsi que sa participation à l'attentat; il relâche Hartmann, qui est dirigé sur Dieppe et laissé libre de passer en Angleterre. Aussitôt le prince Orloff reçoit de Saint-Petersbourg l'ordre de quitter Paris et de remettre la direction de l'ambassade à un chargé d'affaires, le 20 mars 1880. Chanzy laisse passer l'indignation de la première heure; mais bientôt, faisant appel au sang-froid et à la magnanimité d'Alexandre II, il présente l'affaire sous un jour moins défavorable. Deux mois à peine se sont écoulés, le prince Orloff retourne à son poste diplomatique, le 23 mai. Ce prompt retour est unanimement attribué aux bons rapports du général avec l'Empereur.

## Famille
Dans sa jeunesse, Orlov était passionnément amoureux de Natalia Alexandrovna Pouchkina et voulait l'épouser, mais son père n'a pas autorisé ce mariage. Il épouse la princesse Catherine Troubetskoï (Ekaterina Nikolaevna Trubetskaya), fille de Nicolas Troubetskoï (ru), en 1858. Ils ont deux enfants.
- Vladimir Nicolaievitch Orloff, un proche de Nicolas II et père de Nicolas Wladimirovitch Orloff
- Alexis Orloff, Major-général, attaché militaire à l'ambassade de Russie à Paris [8],[9].

À sa mort, le 29 mars 1885, il bénéficie de funérailles imposantes. Le service funèbre est célébré dans son château de Bellefontaine à Samois-sur-Seine selon le rite orthodoxe, en présence du nouvel ambassadeur russe, le baron Mohrenheim.

## Décorations
- Chevalier de l'ordre de Saint-Vladimir, de troisième classe avec les glaives,
- Chevalier de l'ordre de Sainte-Anne, de deuxième classe,
- Chevalier de l'ordre de Saint-Georges de quatrième classe,
- Chevalier de l'ordre de Saint-Jean de Jérusalem ,
- Chevalier de l'ordre de l'Aigle rouge de Prusse de troisième classe,
- Chevalier de l'ordre de la Couronne de Wurtemberg de troisième classe,
- Chevalier de l'ordre de la Maison de Saxe Ernestine de troisième classe ,
- Chevalier de l'ordre de Léopold d'Autriche de deuxième classe,
- Chevalier de l'ordre de la Couronne de Fer d'Autriche de deuxième classe,
- Commandeur de l'ordre du Faucon-Blanc de Saxe-Weimar